# توماس توخل
توماس توخل (آلمانی: Thomas Tuchel؛ زادهٔ ۲۹ اوت ۱۹۷۳) 
توماس توخل (تلفظ آلمانی: [ˈtoːmas ˈtʊxl̩]؛ متولد ۲۹ اوت ۱۹۷۳)، بازیکن سابق و مربی حرفه‌ای فوتبال اهل آلمان است که هدایت تیم ملی فوتبال انگلستان را بر عهده دارد.

## شروع دوران فوتبالی به‌عنوان بازیکن
او در کرومباخ متولد شد و فوتبال را از تیم محلی این شهر با مربیگری پدرش آغاز کرد. در سال ۱۹۸۸ به آکادمی آگسبورگ پیوست اما در ۱۹ سالگی از این تیم کنار گذاشته شد. سپس فرصت بازی در لیگ دسته دوم آلمان و اشتوتگارت کیکرز را به‌دست آورد و تا دو سال عضوی از این تیم بود. پس از آن به باشگاه اس‌اس‌وی اولم پیوست و به عنوان یک مدافع میانی ۶۹ بازی در این تیم انجام داد تا اینکه در سال ۱۹۹۸، پس از آسیب دیدگی مزمن غضروف زانو مجبور به بازنشستگی در سن ۲۵ سالگی شد.

## دوران مربیگری

### اوایل
توماس توخل در سال ۲۰۰۰ حرفه‌ی مربیگری را از تیم‌های پایهٔ اشتوتگارت با استخدام توسط رالف رانگنیک آغاز کرد و در آنجا به پیشرفت بازیکنانی مانند ماریو گومز و هلگر بادشتوبر کمک کرد. در سال ۲۰۰۵ و تحت تأثیر توانایی های وی در مربیگری بازیکنان جوان، او به آگسبورگ بازگشت و به عنوان هماهنگ کننده‌ی تیم جوانان منصوب شد. توخل به مدت سه سال این سمت را در دست داشت و سرانجام به سمت مربیگری تیم دوم آگسبورگ در فصل ۲۰۰۸–۲۰۰۷ منصوب شد. او طی این مدت بسیاری از باشگاه های سطح بالای آلمان را تحت تاثیر قرار داد.

### ماینتس ۰۵
توخل در سال ۲۰۰۹ به باشگاه ماینتس ۰۵ نقل مکان کرد و جانشین یورگن کلوپ شد. او پس از ۱۲ ماه فعالیت در مربیگری جوانان ماینتس هدایت تیم اصلی باشگاه را با قراردادی دوساله برعهده گرفت. چالش حفظ ماینتس تازه صعود کرده در بوندسلیگا دشوار بود، زیرا این تیم برای فوتبال سطح بالا چندان مجهز نبود و بودجه محدودی برای صرف هزینه در اختیار داشت. با این حال توخل در استفاده از بازیکنان جوان تر به منظور ایجاد تیمی دلخواه آزاد بود.
در اولین فصل حضور او روی نیمکت ماینتس، این تیم حتی موفق به شکست بایرن مونیخ در هفته سوم رقابت های بوندسلیگا شد و در پایان فصل نیز رده نهم را به خود اختصاص داد که نتیجه‌ای احترام برانگیز برای این سرمربی جوان و تیم تازه صعود کرده ماینتس به حساب می آید. در دومین فصل توخل توانست به صورت شگفت انگیزی تیم ماینتس را به مقام پنجمی رقابت های بوندسلیگا برساند، با این وجود ماینتس با شکست در ضربات پنالتی بازی های مقدماتی، از حضور در رقابت های لیگ اروپا بازماند. در دو فصل بعدی ماینتس رده سیزدهم را به خود اختصاص داد و در پنجمین و آخرین فصل حضور توماس توخل در ماینتس، این تیم در رده هفتم قرار گرفت و به لیگ اروپا راه یافت.
توخل امیدوار بود که بتواند پول بیشتری برای پیشرفت تیم خرج کند اما مشخص شد که بودجه‌ی آنها محدود خواهد بود. بنابراین او به سبب اختلافات مالی در سال ۲۰۱۴ از ماینتس جدا شد. با هدایت توماس توخل ماینتس در ۱۸۳ بازی به طور میانگین موفق به کسب ۱.۴۳ امتیاز شد. در این پنج فصل ماینتس در بوندسلیگا به ثبات خوبی دست پیدا نمود و دیگر خطر سقوط این تیم را تهدید نمیکرد. توخل در این مدت تحسین‌های زیادی را به دلیل سبک فوتبال هجومی و فعال خود دریافت کرد. او همچنین توجه زیادی را به سبب استفاده و پرورش بازیکنان جوان به خود جلب کرد. او استعفا داد و یک سال به استراحت پرداخت چرا که متوجه شده بود نمی‌تواند در این باشگاه به هدف بالاتری دست پیدا کند.

### بروسیا دورتموند
در آوریل ۲۰۱۵، یورگن کلوپ اعلام کرد که پس از فصلی ناامید کننده بورسیا دورتموند را ترک می کند. اندکی پس از آن توماس توخل رسماً به عنوان سرمربی جدید این باشگاه معرفی شد و قراردادی سه ساله امضا کرد. توخل خیلی زود شروع به احیای تیم کرد و بازیکنانی را برای پیاده سازی سبک فوتبالی خود به خدمت گرفت. او قصد داشت خط حمله‌ی پویایی که در ماینتس به وجود آورده بود را این بار در دورتموند بنا کند.

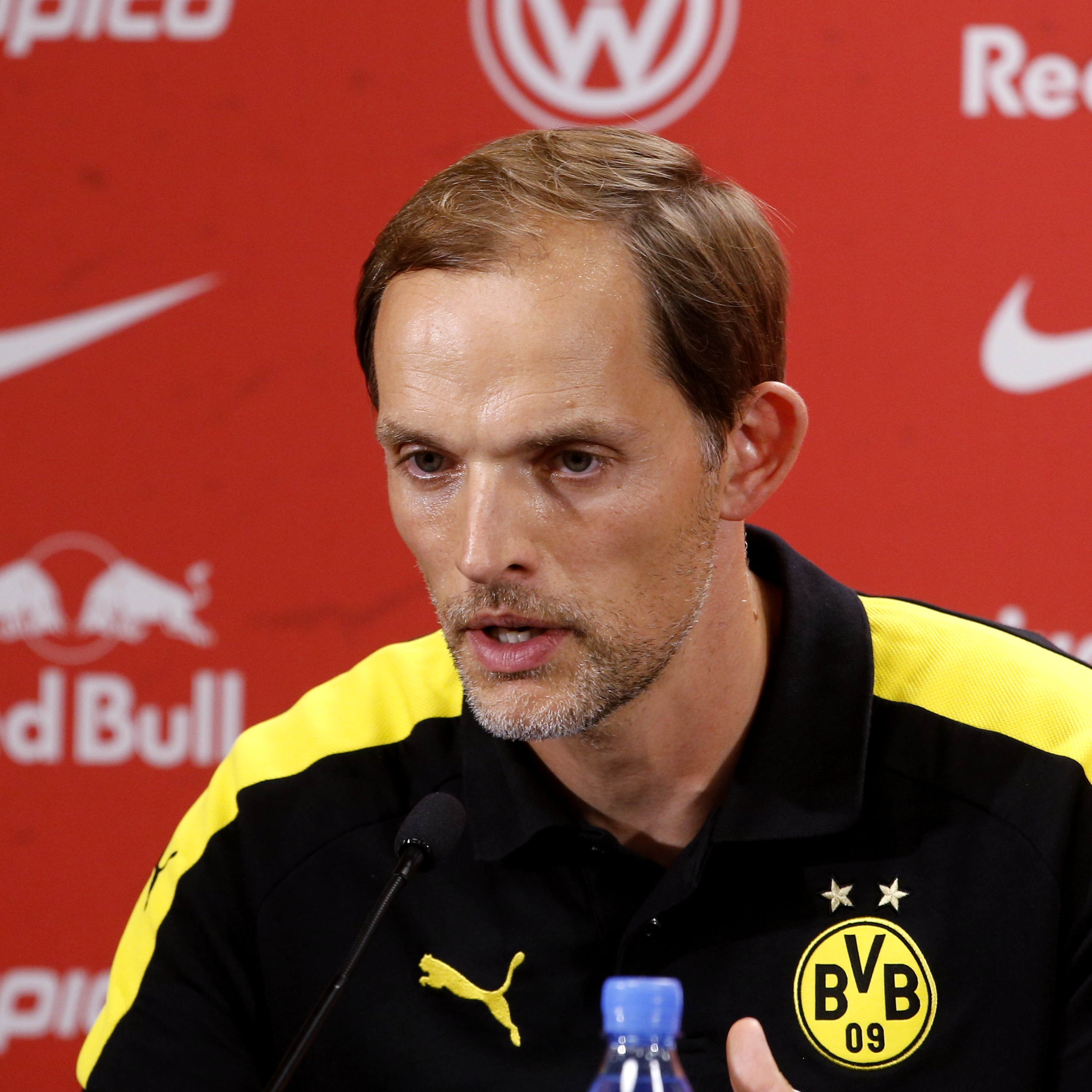
توخل در سال ۲۰۱۶ در کنفرانس خبری

توخل بازیکنانش را مجبور می‌کرد در زمین‌هایی بدون عرض یا بدون عمق بازی کنند. او آنها را وادار می‌کرد که ضربات بیشتری با زانو بزنند یا مدافعان را مجبور به حمل توپ تنیس می‌کرد تا مانع از درگیری بازیکنان با مدافعان شود. یک بار وقتی از بازیکنانش خواست که در حمله حرکات عمودی بیشتری داشته باشند، دو نقطه کرنر را از دو سمت زمین حذف کرد تا یک سوم هجومی زمین تمرین را به مثلث تبدیل کند. همه این کارها انجام می‌شد تا تمرینات را چنان سخت و از نظر روانی خسته کننده کند که دیدارهای واقعی در مقایسه با آن آسان به نظر بیاید.
این تیم فوتبالی روان بر پایه مالکیت توپ را در اولین فصل حضور او به نمایش می‌گذاشت و بیشتر از هر تیم دیگری تهدیدی برای سلطه گواردیولا بر بوندس‌لیگا بود. دورتموند توخل در اولین فصل کارش را با ۸۲ گل زده و ۷۸ امتیاز به پایان رساند. امتیازی که کلوپ هم با دورتموند به آن نرسید؛ همچنین دورتموند بیشترین گل زده را داشت و به عبارتی قدرتمند ترین نایب قهرمان تاریخ بوندس لیگا لقب گرفت. آنها به فینال جام حذفی آلمان نیز راه یافتند اما در ضربات پنالتی مغلوب بایرن مونیخ شدند.
این موفقیت در همان زمان شامل بذر درگیری‌های آینده بود. ستارگان این تیم به قدری تحت هدایت خلاقانه توخل درخشان ظاهر شدند که به باشگاه‌های بزرگ‌تر و ثروتمندتر پیوستند. از جمله متس همولس، ایلکای گوندوغان و هنریک مخیتاریان دورتموند بازیکنان با استعداد جوانی را جایگزین کرد اما توخل از این ناراحت بود که باشگاه باید تلاش بیشتری برای حفظ بازیکنان کلیدی انجام میداد و با بعضی از انتخاب‌های آنها برای بازیکنان جدید مخالف بود.
فصل ۲۰۱۷-۲۰۱۶ به خوبی فصل قبل پیش نرفت و آن‌ها فصل را در رتبه‌ی سوم پس از بایرن مونیخ و لایپزیش به پایان رساندند. اما زیبایی های این فصل در جای دیگری رقم خورد. توخل پس از شکست دادن آینتراخت فرانکفورت در فینال جام حذفی آلمان موفق به کسب یک عنوان قهرمانی شد. در لیگ قهرمانان اروپا آن ها در مرحله‌ی گروهی بالاتر از رئال مادرید به مرحله ی حذفی رفتند و در اولین گام با چهار گل بنفیکا را بدرقه کردند اما در مرحله‌ی بعدی روز قبل از بازی برگشت با موناکو در وستفالن اتوبوس باشگاه دورتموند مورد بمب گذاری قرار گرفت و بازیکنان دورتموند را از نظر احساسی در شرایط ضعیفی قرار داد و آن ها بازی را به موناکو واگذار کردند. مشکلات توخل و مسئولان دورتموند با این اتفاق شدت گرفت. پیرامریک اوبامیانگ در ۵۶ بازی لیگ تحت هدایت توخل ۶۳ گل به ثمر رساند و یک مرتبه بهترین گلزن بوندسلیگا شد. توخل نهایتاً در پایان فصل از این تیم جدا شد.

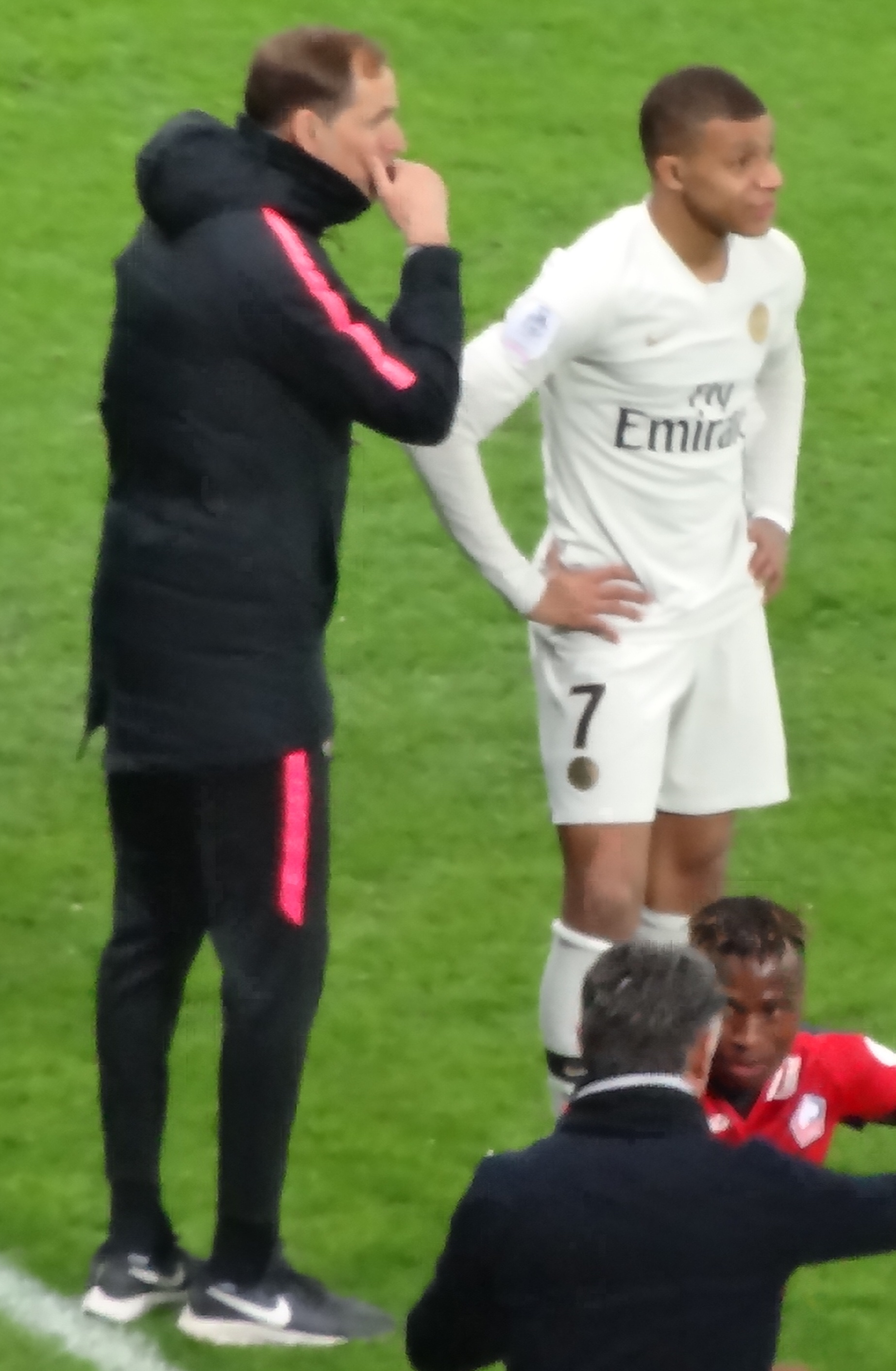
توخل در کنار کیلیان امباپه

### پاری سن ژرمن
پس از یک فصل استراحت، توخل در مۀ سال ۲۰۱۸ راهی پاری سن ژرمن شد. او در نخستین فصل حضور خود در پاریس، این تیم را به قهرمانی لیگ ۱ فرانسه رساند؛ او در دومین فصل حضور خود، موفق شد سه گانهٔ داخلی فوتبال فرانسه را همراه با این تیم کسب کند و این تیم را برای نخستین بار در تاریخ خود به فینال لیگ قهرمانان اروپا برساند اما در نهایت با یک گل مقابل بایرن مونیخ مغلوب شد. با این حال فرصت حضور کامل در فصل سوم به او داده نشد. این بار مشکل ایجاد شده با لئوناردو، مدیر ورزشی پی‌اس‌جی بود. مسائل مربوط به نقل و انتقالات یکی از دلایل اصلی این مشاجره بود. سرانجام به‌دلیل این اختلافات، توخل در شب کریسمس اخراج شد اما تمام دستمزد شش ماه باقی مانده قراردادش را دریافت کرد و همین باعث شد که فوراً بتواند در تیمی دیگر مشغول به کار شود.

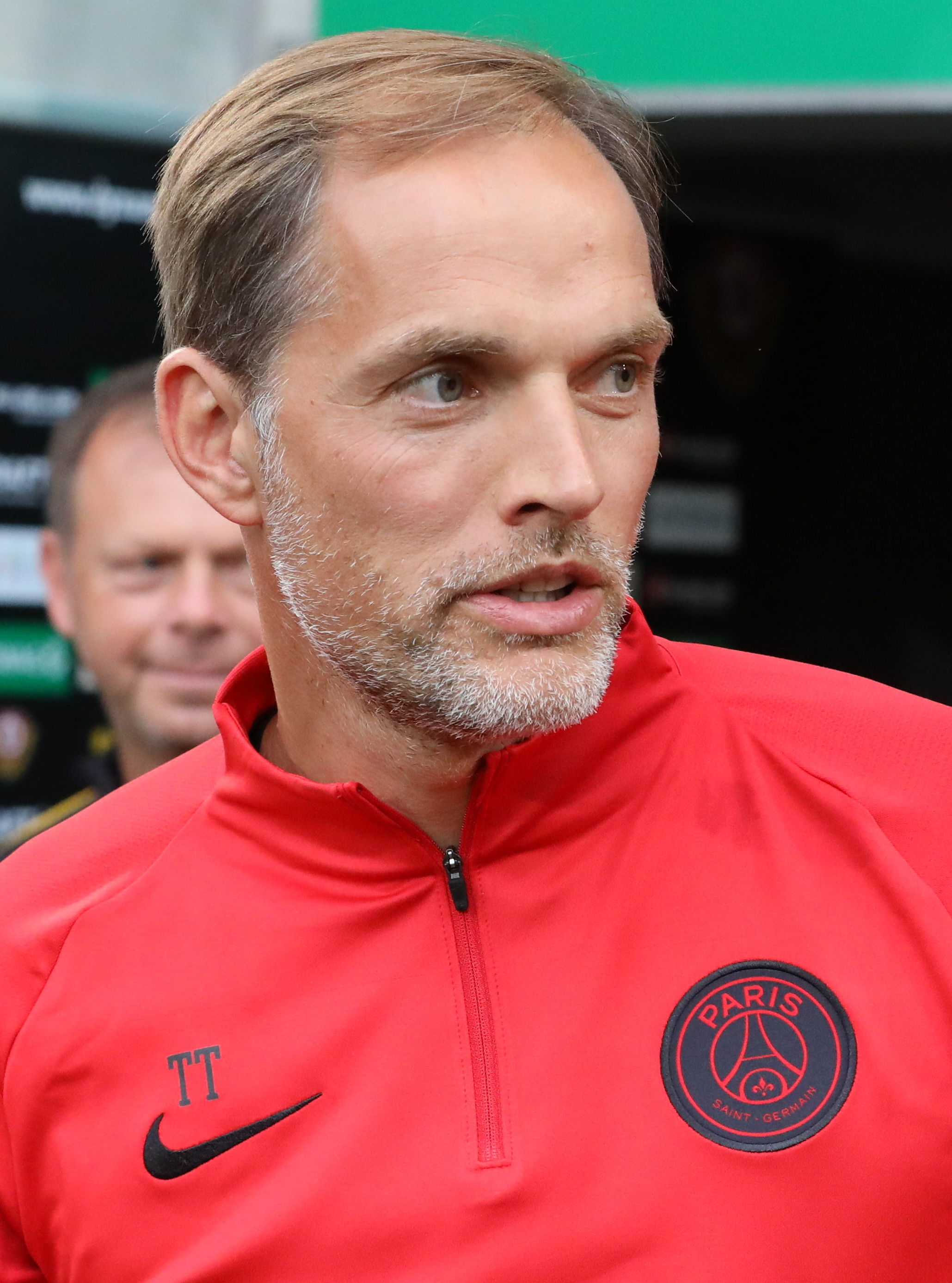
توخل در پاری سن ژرمن

### چلسی
وی در تاریخ ۲۶ ژانویه ۲۰۲۱، با عقد قراردادی ۱۸ ماهه به عنوان سرمربی چلسی انتخاب و جایگزین فرانک لمپارد شد.  او اولین سرمربی آلمانی تاریخ باشگاه لقب گرفت و در شرایطی بحرانی به این تیم آمد. اما توخل توانست با رویکرد و تاثیری قابل توجه شروعی بسیار خوب داشته باشد و چلسی را به دو فینال جام حذفی انگلیس و لیگ قهرمانان اروپا برساند. توماس توخل به اولین سرمربی تاریخ تبدیل شد که با دو تیم متفاوت در دو فصل متوالی به فینال لیگ قهرمانان صعود می‌کند. سرانجام او به همراه چلسی، منچستر سیتی را در فینال لیگ قهرمانان اروپا شکست داد و برای دومین بار باشگاه لندنی را قهرمان این رقابت‌ها کرد. توخل در چلسی توانست در ۱۵ ماه اول حضور خود در تیم لندنی به ۶ فینال مختلف و ۳ جام قهرمانی برسد. وی در تاریخ ۷ سپتامبر ۲۰۲۲ پس از باخت از دیناموزاگرب در لیگ قهرمانان اروپا از سمت خود اخراج شد.

### بایرن مونیخ
در فصل ۲۲/۲۰۲۳ در خبری ناگهانی یولیان ناگلزمان سرمربی وقت بایرن اخراج شد. اوایل، شایعه شده بود که به خاطر مذاکره مخفیانه با رئال مادرید اخراج شده است. ولی بعد ها مشخص شد که دلیل این اخراج ناگهانی، در واقع ناکامی ناگلزمان در بوندسلیگا بوده.
پس از این اتفاق، سران بایرن مونیخ، توماس توخل را به عنوان سرمربی جدید بایرن مونیخ برگزیدند.
اولین بازیِ او با تیم رقیب، با تیم بروسیا دورتموند بود که توانست با نتیجه فوق العاده ۴_۲ این تیم را در هم بکوبد.
اما ناکامی ها پس از این بازی برای توخل شروع شد.
او در بازی با فرایبورگ در جام حذفی شکست خورد و از این رقابت ها حذف شد.
در لیگ قهرمانان هم در مجموع بازی های رفت و برگشت ۴_۱ مغلوب منچستر سیتی شد و از این رقابت ها نیز حذف شد.
در بازی های بوندسلیگا هم با باخت های پیاپی، تیم دورتموند جایِ بایرن را در صدر نشینی لیگ گرفت‌‌.
انتقاد ها از این مربیِ با تجربه بسیار زیاد شد.
به نظر می آمد که این فصل بدون جام برای بایرن تمام می شود. اما ناگهان تیم ماینتس در بازی تعیین کننده قهرمانیِ لیگ، توانست با نتیجه ۲_۲ دورتموند را عقب بکشد و بایرن هم با برد از تیم کلن باعث شد بایرن لیگ را پس بگیرد و این فصل با یک جام به اتمام برسد.
در نهایت پس از بازی با کلن. حسن صالح حمیدزیچ
و الیور کان مدیر ورزشی و مدیر عامل بایرن توسط هیئت مدیره، اخراج شدند.
توخل ابراز ناراحتی کرد و از تصمیم هیئت مدیره ناراضی بود.

## افتخارات

### مربی
بروسیا دورتموند
- جام حذفی آلمان: ۱۷–۲۰۱۶[۴]

پاری سن-ژرمن
- لیگ ۱: ۱۹–۲۰۱۸[۵]، ۲۰–۲۰۱۹[۶]
- جام حذفی فرانسه: ۲۰–۲۰۱۹[۷]
- جام اتحادیه فرانسه: ۲۰–۲۰۱۹[۸]
- سوپرجام فرانسه: ۲۰۱۸[۹]، ۲۰۱۹[۱۰]
- نایب قهرمان لیگ قهرمانان اروپا: ۲۰–۲۰۱۹[۱۱]

چلسی
- لیگ قهرمانان اروپا: ۲۰۲۱–۲۰۲۰[۱۲]
- سوپر جام اروپا: ۲۰۲۱[۱۳]
- جام باشگاه‌های فوتبال جهان:  ۲۰۲۱ [۱۴]
- نایب قهرمان جام حذفی فوتبال انگلستان: ۲۰۲۱[۱۵]
- بهترین سرمربی فوتبال فیفا سال ۲۰۲۱[۱۶]

بایرن مونیخ
- بوندسلیگا: ۲۰۲۲-۲۰۲۳